# Phú Quý
Phú Quý là một đặc khu thuộc tỉnh Lâm Đồng, vùng Nam Trung Bộ, Việt Nam và là một quần đảo gồm 12 đảo lớn nhỏ, là hệ thống đảo ở cực Nam Trung Bộ.

## Địa lý
Phú Quý ở tọa độ 108o55' đến 108o58' kinh Đông và từ 10o29' đến 10o33' vĩ Bắc, khoảng cách tới các vùng lân cận như sau:
- Cách thành phố Phan Thiết 56 hải lý (khoảng 104 km) về phía đông nam.[2]
- Cách quần đảo Trường Sa 540 km về hướng Tây Nam.
- Cách thành phố Cam Ranh, tỉnh Khánh Hòa 150 km về phía nam.
- Cách Côn Đảo 330 km về phía đông bắc.
- Cách thành phố Vũng Tàu 200 km về phía đông.

### Khí hậu, Thủy văn
Chế độ khí hậu gió mùa với hai mùa rõ rệt: mùa gió Nam, bắt đầu từ tháng 5 đến tháng 8 và mùa gió Bấc từ tháng 9 đến tháng 4 năm sau. Lượng mưa trung bình hàng năm khoảng 1.000 đến 1.100mm. Nhiệt độ không khí trung bình 22oC đến 28oC. Độ ẩm không khí từ 72 đến 88%. Khí hậu tương đối ôn hòa, mát mẻ quanh năm. Tốc độ gió ở Phú Quý là khá lớn, trung bình năm là 6 m/giây (cấp 4). Vùng đảo ít có bão, tần suất là 0,66 lần/năm, nhưng thường xuyên chịu ảnh hưởng trực tiếp các đợt áp thấp nhiệt đới gây mưa to, gió lớn, biển động mạnh. Trên đảo chỉ có những dòng chảy tạm thời vào mùa mưa. Thủy triều ở vùng này thuộc thủy triều hỗn hợp, độ lớn triều trung bình 1,6 m, lớn nhất 2,2 m, nhỏ nhất 0,3 m. Độ mặn của nước biển 34 – 34,2%o.

### Địa hình và Địa chất
Địa hình trên đảo tương đối bằng phẳng, thuộc dạng gò đồi, độ phân cắt yếu, nhưng vẫn thể hiện tính phân bậc khá rõ ràng. Ngoài 3 ngọn đồi cao 108m, 86 m và 46 m, ở trung tâm đảo có những dãy đồi cao 20 – 30 m, 15 – 20 m, còn ven đảo thường cao khoảng 5m, đến 7 - 8m, thấp nhất khoảng 2m. Thềm biển phổ biến có độ cao 4m và 2m, cũng phát triển nhiều bãi cát, doi cát, là các bãi tắm đẹp. Nhiều lạch, mũi đá nhô ra biển tạo nên đường bờ đảo đa dạng về hình thái.
Trên đảo và trong phạm vi khu vực xung quanh đảo, hiện nay còn nhìn thấy dấu tích của 4 miệng núi lửa dưới nước và 2 chóp núi lửa ở trên đảo là núi Cấm, núi Ông Đụn. Núi Cao Cát là phần sót lại của chùy núi lửa, còn được bảo tồn tốt, ở sườn phía Đông tạo thành vách dốc đứng tạo thế đứng hùng vĩ, còn trên đỉnh có những khối đá trầm tích-phun trào núi lửa với những hình dáng kỳ vĩ do thiên nhiên ngàn năm tạo lập mà ít nơi có được.  
- Đảo Phú Quý được tạo thành chủ yếu bởi khối đá basalt olivin, tuf basalt tuổi N21- Q11(với 2 tuổi tuyết đối 2,5 và 5,5 triệu năm), bị phủ bởi các trầm tích cát biển Q12. Tiếp theo là sự xen kẽ giữa các đợt phun trào basalt và trầm tích biển: basalt olivin, basalt pyroxen và tuf tuổi Q12-3 và các trầm tích biển (cát thạch anh chứa carbonat) tuổi Q13, tiếp đó là đợt phun nổ vào đầu Holocen (Q21) và các trầm tích biển và do gió Holocen sớm- giữa (Q21-2) tạo thềm cao 15m; trẻ nhất là các trầm tích biển và gió Holocen muộn (Q23).[3]

## Hành chính
Huyện đảo Phú Quý có 3 đơn vị hành chính cấp xã: Ngũ Phụng (huyện lỵ), Tam Thanh và Long Hải.
Hiện nay, trung tâm huyện lỵ Phú Quý đạt chuẩn đô thị loại V.

## Lịch sử
Đã từ lâu đảo Phú Quý trở nên rất quen thuộc với nhiều người qua sử sách xưa dưới nhiều tên gọi: Cổ Long, Thuận Tịnh, Thuận Tĩnh, Cù Lao Khoai Xứ, Cù Lao Thu... Các nhà hàng hải phương Tây thường gọi đảo Phú Quý là Poulo-Cécir-de-Mer.
Năm Minh Mạng thứ 21 [1840], tỉnh Bình Thuận xin cho đảo Thuận Tĩnh (順 靜 島) về việc thuế đinh và đội tuần hải.
Từ năm Thiệu Trị thứ 4 (1844) vì tiềm năng kinh tế dồi dào và số lượng đặc sản đáng kể biệt nạp cho Triều đình Huế, đảo được đổi tên từ Tổng Hạ sang Tổng Phú Quý trực thuộc huyện Tuy Phong, phủ Ninh Thuận, tỉnh Bình Thuận.
Tuy là một hòn đảo nằm biệt lập giữa trùng dương nhưng dấu tích phát hiện được cho thấy đảo đã được khai phá tạo nên cuộc sống ở đảo từ rất sớm. Trong quá trình khai thác đá quánh, nhân dân đã tìm thấy những mộ vò lớn. Trong mộ có chôn theo một số công cụ lao động như rìu, bôn và cả những chiếc vòng đeo tay bằng đá với kỹ thuật chế tác rất tinh xảo. Điều này phù hợp với những giai thoại được lưu truyền rằng trước khi có sự khai phá thiên nhiên của những con người từ lục địa, ở đây đã có một giống người Thượng sinh sống bằng nghề hái lượm và bắt cá ven biển. Trải qua những biến thiên của lịch sử, Phú Quý là nơi hội tụ của nhiều luồng dân di cư từ lục địa ra với nhiều thành phần dân tộc khác nhau. Trong đó người Kinh đóng vai trò chủ thể.
Khi bắt đầu phát triển mạnh kỹ thuật đóng thuyền buồm với những chiếc thuyền ra được khơi xa thì cũng là lúc có nhiều người từ lục địa đặt chân lên đảo. Cùng với những phần mộ còn sót lại trên đảo, sự tích công chúa Bàn Tranh chứng tỏ người Chăm đã có mặt ở đảo này. Sự tích kể rằng: Bàn Tranh là một công chúa xinh đẹp vì chống lệnh vua cha nên bị kết tội phản nghịch và bị đày ra đảo.
Bên cạnh đó, do không chịu nổi sự hà khắc của chế độ nông nô, bất mãn với triều đình phong kiến, nhiều người đã tìm đường ra đây lập kế sinh nhai. Người Kinh có mặt ở đảo cũng từ rất sớm. Trong thời kỳ Trịnh-Nguyễn phân tranh (1627-1672), rất nhiều ngư dân thuộc các tỉnh duyên hải miền trung, hoặc chạy giặc lánh nạn, hoặc đi tìm nguồn cá, thuyền của họ vượt sóng trùng dương đã gặp phải những trận cuồng phong khốc liệt và "xiêu" lên đảo.
Cùng với người Kinh, một số người Hoa cũng hòa nhập vào cộng đồng cư dân ở Phú Quý. Vào thế kỷ 17, một số quan lại nhà Minh sau khi chống nhà Thanh thất bại, đã phải trốn ra nước ngoài. Từng đoàn thuyền vượt biển tiến về phía nam, trong số đó có hàng chục thuyền đã quyết định dừng chân lập nghiệp ở Phú Quý. Người Hoa đến đây sống dựa vào các ngành nghề như dệt tơ lụa, buôn bán. Quá trình phát triển về sau, một số người do làm ăn trở nên giàu có đã lần lượt tìm vào các thành phố lớn ở đất liền, chỉ một số ít còn lại trên đảo.
Khi dân cư ngày một đông hơn thì các hình thức tổ chức xã hội cũng dần dần được hình thành. Vào thời chúa Nguyễn Phúc Khoát (1738-1765), chính quyền Đàng Trong đã tổ chức trên đảo thành từng hộ bạch bố đến đội bạch bố rồi dần dần trở thành ấp và làng. Tuy số dân lúc bấy giờ chưa đông đúc nhưng Phú Quý có đến 14 làng và 1 ấp. Mỗi làng được lập trên cơ sở một nhóm nhỏ ngư dân, đôi lúc chỉ có từ 10 đến 12 tránh đinh và thường mang những tên cũ của địa phương trước khi đến đây lập nghiệp: Thoại Hải, Thế Hanh, Thế An, Hội Thiên, Hội Hưng, Hương Lăng, Mỹ Xuyên, Phú Ninh, An Hòa, Hải Châu, Thương Hải, Triều Dương, Hội An, Mỹ Khê và ấp Quý Thạnh. Từ niên hiệu Đồng Khánh - Đồng Khánh năm thứ 1 (1886), toàn đảo được tổ chức thành 11 làng và đến năm 1930 do sự sáp nhập ba làng Phú Ninh vào Phú Mỹ và Hương Lăng vào Quý Thạnh nên chỉ còn lại 9 làng: Long Hải, Phú Mỹ, An Hòa, Hải Châu, Thương Hải, Quý Thạnh, Triều Dương, Mỹ Khê và Hội An. Hiện nay, đảo được chia làm 3 xã: Long Hải, Ngũ Phụng, Tam Thanh.
Phú Quý trong một thời gian dài đã sống trong điều kiện khép kín tự cung tự cấp với những hoạt động kinh tế như trồng trọt, đánh bắt hải sản, một số ngành nghề thủ công như dệt vải, đan võng, ép dầu... Trong đó, ngư nghiệp đóng vai trò chủ đạo.
Ngày 27 tháng 4 năm 1977, huyện đảo Phú Quý chính thức được thành lập theo Quyết định số 329-CP của Hội đồng Chính phủ trên cơ sở đảo Phú Quý, khi đó thuộc tỉnh Thuận Hải, gồm 3 xã: Long Hải, Ngũ Phụng và Tam Thanh.
Ngày 26 tháng 12 năm 1991, tỉnh Thuận Hải được tách thành 2 tỉnh là Bình Thuận và Ninh Thuận, huyện đảo Phú Quý trực thuộc tỉnh Bình Thuận như hiện nay.

## Giáo dục
Các trường mầm non: Trước 2019: Mẫu giáo Tam Thanh, Mầm non Ban Mai (xã Tam Thanh); Mẫu giáo Ngũ Phụng, Mầm non Hoa Biển (xã Ngũ Phụng); Mẫu giáo Long Hải, Mầm non Hải Âu (xã Long Hải). Kể từ 01/01/2019: Sáp nhập lại thành 3 trường: Mầm non Tam Thanh, Mầm non Long Hải và Mầm non Ngũ Phụng.
Các trường tiểu học: Trước 2019: Phú An, Quý Thạnh (xã Ngũ Phung); Quý Hải, Đông Hải (xã Long Hải); Mỹ Khê, Triều Dương (xã Tam Thanh). Kể từ 01/01/2019: Sáp nhập lại thành 3 trường: Tiểu học Ngũ Phụng; Tiểu học Long Hải; Tiểu học Tam Thanh.
Các trường trung học cơ sở: Tam Thanh, Ngũ Phụng, Long Hải.
Một trường trung học phổ thông: THPT Ngô Quyền.

## Các đảo lân cận
Hòn Tranh: Cách cảng Phú Quý 600 m, nằm phía đông nam đảo Phú Quý. Hòn Tranh có chiều rộng nhất là 650 m về phía Bắc, nơi hẹp nhất 290 m, chiều dài 1.176 m, diện tích 55 ha. Trước đây là một hoang đảo chủ yếu là cỏ tranh, được nhân dân phá trồng hoa màu, hiện nay đang được trồng rừng phục hồi môi trường. Không có dân cư sinh sống. Hiện là nơi đặt trạm ra-đa quan sát biển của lực lượng Hải quân nhân dân Việt Nam. 10°29′30″B 108°58′00″Đ / 10,49176°B 108,9668°Đ
Hòn Trứng: rộng 3.600 m². Nằm phía tây bắc, là cửa ngõ ra vào đảo, là điểm tựa của nhiều loại ghe thuyền. Mùa gió Nam thuyền có thể neo đậu ở phía bắc. Mùa gió Bắc có thể neo đậu ở phía nam.
Hòn Trứng nhỏ: rộng 2.000 m², cách Hòn Tranh 100 mét về phía đông nam.
Hòn Đen, Hòn Nghiên hay Hòn Mực, do đảo toàn đá đen. Nằm phía đông bắc Phú Quý, cách bờ 100 mét, diện tích 23.000 m². Vào những lúc nước ròng có thể lội bộ ra Hòn Đen.
Hòn Giữa: đây là một dãy gành đá bén nhọn nằm cạnh Hòn Đen, nằm vắt ngang như một nhịp cầu nối liền Hòn Đen và Hòn Đỏ thuộc xã Long Hải. Diện tích 2.900 m².
Hòn Đỏ, Hòn Bút, Hòn Son hay Hòn Bút Nghiên: Nằm phía đông bắc Phú Quý, cách bờ khoảng 200 - 300 mét. Có tên là Hòn Đỏ vì ở đây toàn là đá màu đỏ. Diện tích hơn 28.000 m².
Hòn Đá Tý, Hòn Tý, Hòn Vung hay Hòn Tiền: cách đảo Phú Quý 80–100 m.
Hòn Hải hay Hòn Khám, Hòn Hài: cách đảo Phú Quý gần 65 km về phía nam, là điểm A6 đường cơ sở lãnh hải Việt Nam. Có hình dạng là một khối đá vuông cạnh mọc thẳng đứng, có chiều dài khoảng 130 m, bề ngang chỗ rộng nhất khoảng 60 m, điểm cao nhất là 113 m tính từ mặt biển, rộng 46.000 m², là một trong các điểm cơ sở nằm trên đường cơ sở của Việt Nam. Hòn Hải và hai hòn đảo nhỏ lân cận tạo thành cụm đảo The Catwicks trong các bản đồ hàng hải phương Tây. Hòn Hải được gọi là Pulo Sapata, Poulo Sapate, hoặc Shoe Island. Hải đăng Hòn Hải được xây dựng năm 2004.
Hòn Đồ Lớn hay Hòn Bố: Nằm phía đông nam và cách Phú Quý gần 60 km, có thể một phần hòn đảo này hình thành năm 1923 do hoạt động phun trào dưới lòng biển Đông. Lúc đầu có dạng hình tròn với đường kính 40 m, trên mặt có cát trắng và xung quanh có cạnh bậc thang thoai thoải. Hiện nay hình thành một bãi đá ngầm dài 700 m và rộng gần 500 m. Hòn Đồ lớn còn được hàng hải phương Tây gọi là Round Island hoặc Great Catwick.
Hòn Đồ Nhỏ hay Hòn Trào: cách Hòn Bố 2 hải lý về phía đông, rộng chỉ có 50 m². Hòn Đồ nhỏ còn được gọi là Little Catwick hoặc Pyramid trong hàng hải phương Tây. Little Catwick cách Pulo Sapata (hòn Hải) 2 dặm về hướng tây bắc.

## Di tích lịch sử

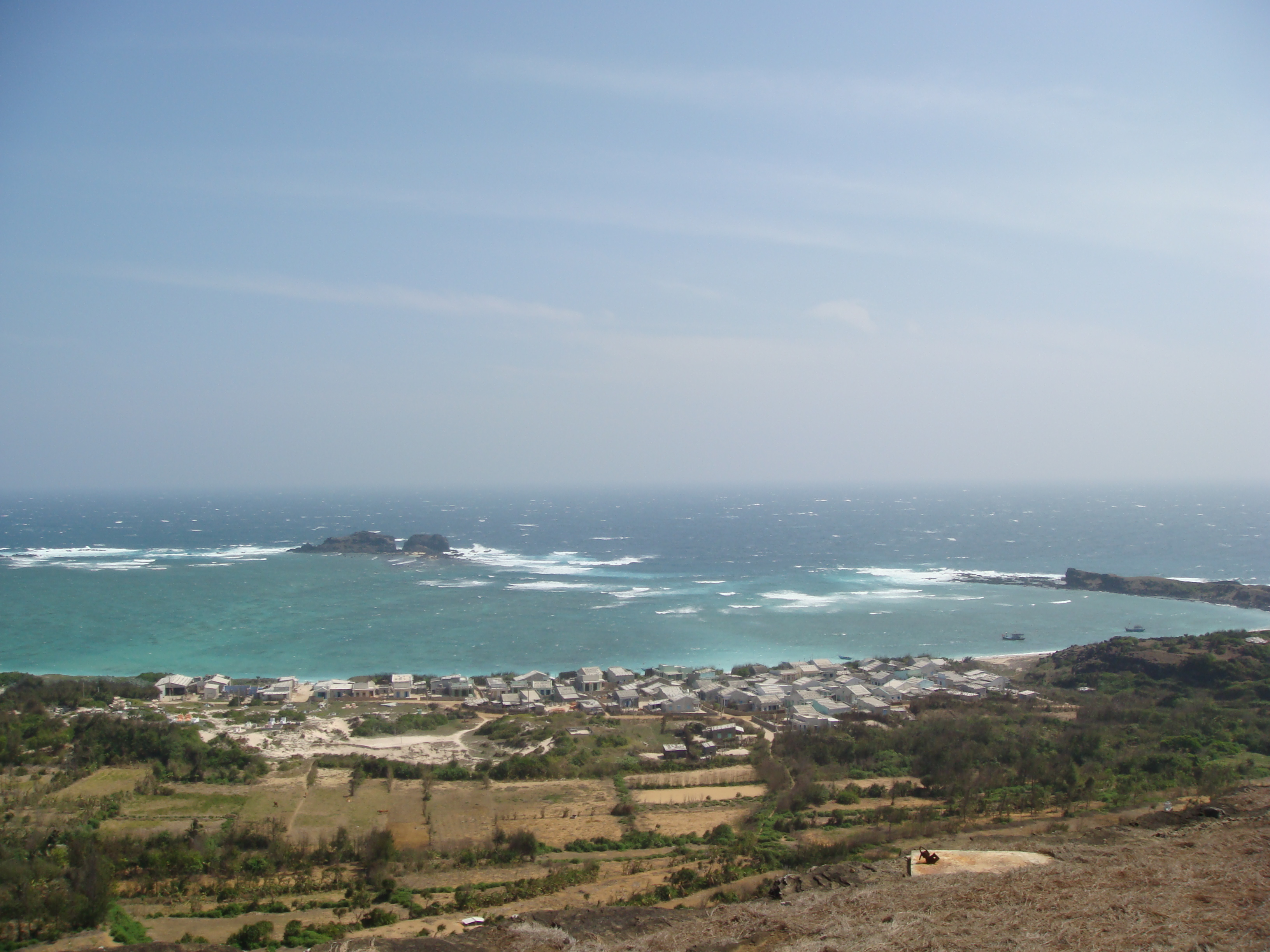
Khung cảnh nhìn từ chân tượng Quan Âm chùa Linh Sơn

- Chùa Linh Quang là di tích lịch sử cấp quốc gia tọa lạc trên một đồi cao tại thôn Mỹ Khê xã Tam Thanh. Chùa được xây dựng vào thời Cảnh Hưng thứ 8 đến nay đã có hơn 250 tuổi. Chùa còn lưu giữ các sắc phong của triều Nguyễn ban.[24]
- Vạn An Thạnh nằm ở xã Tam Thanh là một trong những vạn tại đảo thờ và tín ngưỡng ông Nam Hải và ở đây cũng có một số sắc phong mà các vua triều Nguyễn ban tặng.[25]
- Đền thờ Công chúa Bàn Tranh là di tích lịch sử cấp quốc gia, thôn Quý Hải, Long Hải
- Đền thờ Bà Chúa Ngọc và vạn Thương Hải là 2 di tích lịch sử cấp tỉnh vừa mới được công nhận có 5 sắc phong thần cho Bà Chúa Ngọc và còn một số hiện vật tế tự quý như: chiếc đỉnh đồng, chân đèn và chuông đồng. Ba sắc phong cho Thần Nam Hải và 2 sắc phong thần cho Bắc Trấn đô đốc Bùi Quận Công.
- Đình làng Triều Dương còn lưu giữ nhiều di vật quý giá như: các câu đối, hoành phi viết bằng chữ Hán Nôm; 5 sắc phong của các vua triều Nguyễn phong tặng cho Thành Hoàng bổn cảnh. Đây là di tích lịch sử cấp tỉnh.
- Ngoài ra Phú Quý còn có một số chùa và đền nổi tiếng được nhân dân sùng bái và thờ kính: Chùa Linh Sơn núi Cao Các, Mộ Thầy Nại, Thánh thất Cao Đài Ngũ Phụng,...
- Ngày 16/5/2019 Đền thờ Bạch mã Thái giám làng Phú Mỹ được trao bằng di tích kiến trúc nghệ thuật (cấp tỉnh)

Di tích Cấp quốc gia:
1. Di tích lịch sử Thắng cảnh - Chùa Linh Quang (Tam Thanh)
2. Di tích lịch sử văn hóa – Vạn An Thạnh (Tam Thanh)
3. Di tích lịch sử  – Đền thờ Công chúa Bàn Tranh (Long Hải)

Di tích Cấp tỉnh:
1. Di tích lịch sử văn hóa - Đình làng Triều Dương (Tam Thanh)
2. Di tích lịch sử văn hóa – Đình và Vạn Hội An (Tam Thanh)
3. Di tích lịch sử văn hóa – Vạn Mỹ Khê (Tam Thanh)
4. Di tích lịch sử văn hóa – Đền thờ Thầy Sài Nại (Ngũ Phụng)
5. Di tích lịch sử văn hóa – Đền thờ Bà Chúa Ngọc- Vạn Thương Hải (Ngũ Phụng)
6. Di tích lịch sử văn hóa – Đình làng Long Hải (còn gọi là Nhà Vuông)
7. Di tích lịch sử văn hóa – Đền thờ Bà Chúa Ngọc-Miếu Cây Da (Long Hải)
8. Di tích kiến trúc nghệ thuật – Đền thờ Bạch Mã Thái Giám làng Phú Mỹ (Ngũ Phụng)

## Ẩm thực - đặc sản
- Hải sâm được nhiều người ưa thích nhất và được phục vụ trong các bữa tiệc. Hải sâm còn là nguồn lợi xuất khẩu.
- Da cá mú bông[26] hấp các vị thuốc bắc gồm đại táo, câu kỷ, mộc nhĩ, bá hạp, hột sen và một ít bún song thăng, gia thêm ngũ vị hương.
- Cua huỳnh đế[27] là đặc sản của vùng biển Bình Thuận, nhất là tại Phú Quý. Cua huỳnh đế có màu đỏ hồng, mai hình vuông, càng và que ngắn. Đặc biệt, đầu cua dài và có nhiều râu.
- Ốc vú nàng[28][29]

## Giao thông Phú Quý
Giao thông nối liền Phú Quý và đất liền từ trước đến giờ còn hạn chế chủ yếu dựa vào đường thủy nội địa. Hiện nay có tàu trung tốc Hưng Phát, cao tốc SuperDong, Express Phú Quý, Phú Quốc Express, giảm thời gian từ 6h xuống còn 2h30 phút. Giao thông đường bộ trên đảo thuận lợi. Có dịch vụ cho thuê xe máy để di chuyển trên đảo.

## Điện gió Phú Quý
Điện gió Phú Quý 10°33′04″B 108°55′52″Đ / 10,551125°B 108,931214°Đ đặt tại vùng đất xã Long Hải và Ngũ Phụng phía bắc đảo. Điện gió Phú Quý có công suất lắp máy 8 MW với 3 tua bin, cung cấp hàng năm khoảng 25,4 triệu kWh, hoạt động liên hợp với nhà máy điện diesel 10 MW. Dự án khởi công ngày 26/11/2010, dự kiến tháng 12/2011 nhưng thực tế khánh thành tháng 8/2012 .